# Courcelles-lès-Montbard
Courcelles-lès-Montbard település Franciaországban, Côte-d’Or megyében. Lakosainak száma 87 fő (2022. január 1.). Courcelles-lès-Montbard Fresnes, Benoisey, Fain-lès-Montbard, Montigny-Montfort és Nogent-lès-Montbard községekkel határos.

## Népesség
A település népességének változása:
| Lakosok száma | 117  | 79   | 116  | 93   | 80   | 73   | 80   | 86   | 87   | 87   |
|               | 1968 | 1982 | 1990 | 2006 | 2013 | 2015 | 2017 | 2019 | 2020 | 2022 |